# Elizabeth Debicki
Elizabeth Debicki (Parijs, 24 augustus 1990) is een Australische actrice.

## Biografie
Elizabeth Debicki werd geboren in 1990 in Parijs uit een Poolse vader en een Australische moeder van Ierse afkomst. Haar ouders, beiden balletdansers, verhuisden vijf jaar later naar Melbourne. Ze werd zelf ook opgeleid voor het ballet, maar besloot over te stappen naar het acteursvak. Ze maakte haar filmdebuut in 2011 in A Few Best Men, naast Xavier Samuel. In 2013 speelde ze mee in The Great Gatsby, waarvoor ze een Australian Film Institute Award kreeg voor beste vrouwelijke bijrol. 

## Filmografie

### Films
- A Few Best Men (2011)
- The Great Gatsby (2013)
- Macbeth (2015)
- The Man from U.N.C.L.E. (2015)
- Everest (2015)
- Guardians of the Galaxy Vol. 2 (2017)
- Breath (2017)
- Vita & Virginia (2018)
- The Tale (2018)
- The Cloverfield Paradox (2018)
- Widows (2018)
- Vita & Virginia (2018)
- The Burnt Orange Heresy (2019)
- Tenet (2020)
- Guardians of the Galaxy Vol. 3 (2023)

### Televisie
- Rake (2014)
- The Kettering Incident (2016)
- The Night Manager (2016)
- The Crown (2022-2023) (Netflix Original)